# Hagalahalli, Maddur
Hagalahalli là một làng thuộc tehsil Maddur, huyện Mandya, bang Karnataka, Ấn Độ.